# I motorizzati
I motorizzati è un film del 1962 diretto da Camillo Mastrocinque.

## Trama
Il geometra Mario Bianchi è il fortunato vincitore di una lotteria aziendale, il cui premio è una Fiat 600, nonché la milionesima vettura immatricolata a Roma. Nel sentire ciò, il geometra rifiuta il premio e racconta rivolgendosi allo spettatore le varie nevrosi, manie, sogni e incubi che gli hanno fatto perdere la passione per l'automobile. Assistiamo così a cinque episodi incrociati:
- Dino e Velia sono due coniugi impegnati più volte nella scelta di un'automobile in base alle manie di grandezza e alla guida spericolata di lei.
- Il tranquillo impiegato Nino Borsetti ha attenzioni maniacali per la sua Fiat 600, al punto da costringere, in occasione della classica gita domenicale, moglie e suocera a partire all'alba e rientrare prima di mezzogiorno per evitare il traffico. La rettitudine viene messa a dura prova quando il suo capufficio, la cui auto ha subìto un tamponamento in assenza di testimoni, per essere risarcito gli propone, pena licenziamento, di truffare l'assicurazione, fingendo che l'auto che ha provocato il sinistro sia stata quella di Borsetti.
- Achille Pestani, appassionato di film dell'orrore, all'uscita da un cinema scambia per la propria una Fiat 1800 del tutto uguale parcheggiata accanto alla sua, e dopo essersi messo alla guida scopre la presenza di un cadavere a bordo. Non riuscendo a rendersi conto se sta vivendo un incubo o la realtà, l'uomo cerca con tutti i mezzi possibili di sbarazzarsene.
- Due maldestri ladri di rottami d'auto cercano di fare il salto di qualità: fingendosi parcheggiatori nel piazzale di un supermercato, rubano una Fiat 500, ma l'inettitudine di Franco circa la conoscenza dei segnali stradali fa sì che i due dopo aver circolato in vari quartieri di Roma, anziché giungere a destinazione si ritrovino al punto di partenza, giusto in tempo per riconsegnare l'auto al proprietario.
- Valentino ha un appuntamento in un bar con la sua fidanzata per conoscerne i genitori. Dopo aver parcheggiato l'auto e abbassato la sicura si accorge di aver lasciato le chiavi sul cruscotto. Tra i goffi tentativi per recuperarle, viene scambiato prima per ladro e poi per pedofilo.

## Curiosità
- Il film proiettato nella sala cinematografica che suggestiona Achille Pestani è La maschera del demonio del 1960 di Mario Bava.[1]